# Olendry (województwo łódzkie)
Olendry – wieś w Polsce położona w województwie łódzkim, w powiecie piotrkowskim, w gminie Grabica.
W latach 1975–1998 miejscowość położona była w województwie piotrkowskim.
Pierwsza wzmianka – 1311 r.
Do końca I wojny światowej Olendry stanowiły jedność z Majkowem Małym, Majkowem Średnim, Majkowem-Folwarkiem i Majkowem Dużym.
Przez miejscowość przepływa struga Rakówka.